# José de Borja Peregrino
José de Borja Peregrino, pernambucano de nascimento,  foi um importante político do nordeste brasileiro das primeiras décadas do século XX.
Combateu na Revolução de 1930 ao lado de Juarez Távora e Juracy Magalhães. Com esse último e mais Jurandir Mamede, Agildo Barata e outros, ajudou a tomar o 22º Batalhão de Caçadores, no dia 3 de outubro de 1930, segundo O Último Tenente (1996, pág 102). Depois exerceu os cargos de prefeito de João Pessoa, secretário de estado da Justiça e vice-governador da Paraíba.
Morreu no Rio de Janeiro de complicações cardíacas aos 44 anos. Foi casado com d. Júlia de Miranda Henriques, sobrinha de D. Adauto Aurélio de Miranda Henriques. Deixou 10 filhos.